# زبان‌پس‌قفای راژنی

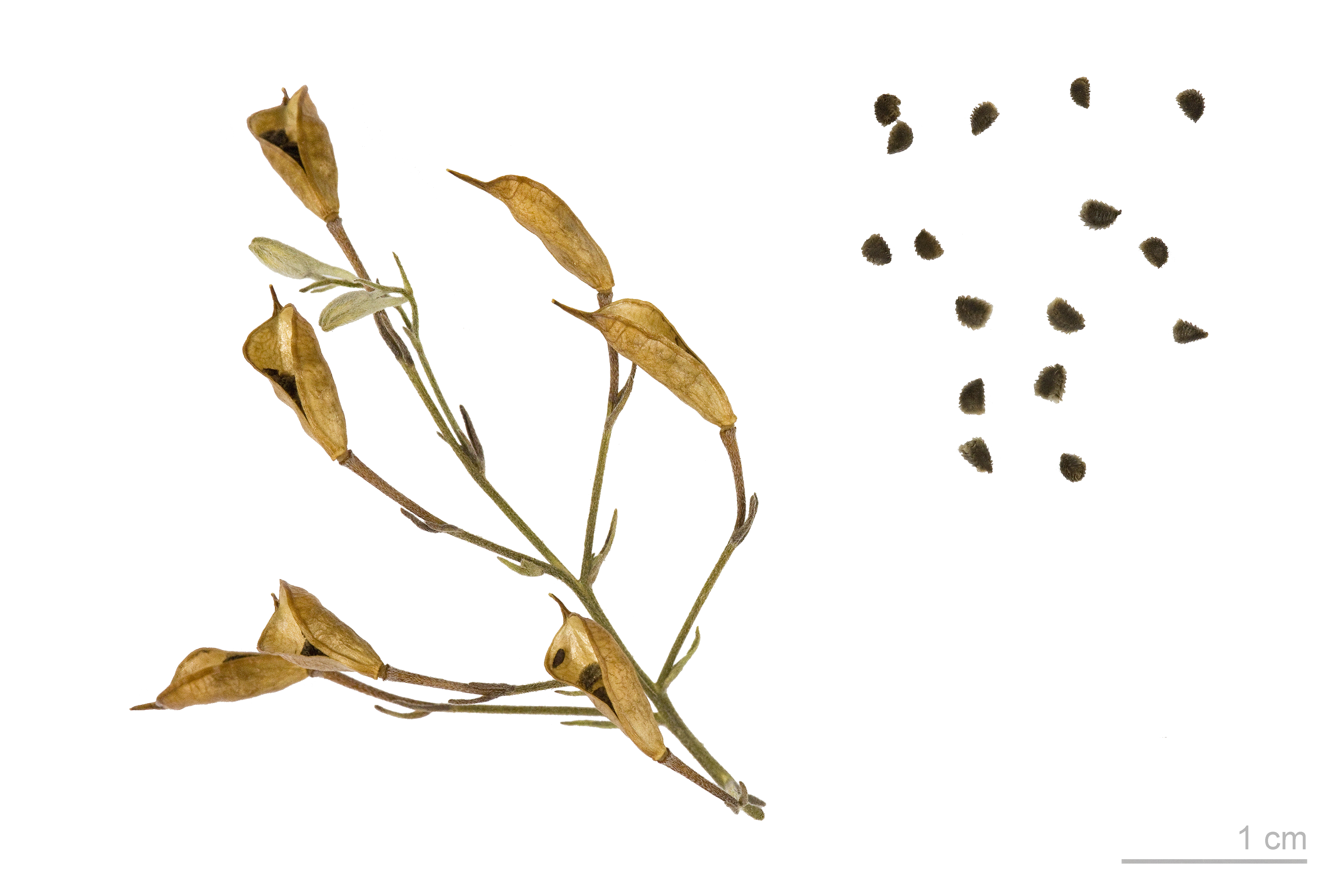
Consolida regalis - MHNT

زبان در قفا (نام علمی: Delphinium consolida) نام یک گونه از تیرهٔ آلالگان است.